# North Gates (Nueva York)
North Gates es un lugar designado por el censo ubicado en el condado de Monroe en el estado estadounidense de Nueva York. En el año 2010 tenía una población de 9.512 habitantes.

## Geografía
North Gates se encuentra ubicado en las coordenadas 43°10′17.42″N 77°42′24.67″O / 43.1715056, -77.7068528.